# Svenskt rockarkiv
Svenskt rockarkiv samlar på allt som är knutet till svensk populärmusik. Arkivet finns i Hultsfred och innehåller fonogram, bilder, affischer, tidskrifter, scenkläder, instrument, kuriosa med mera.
Svenskt Rockarkiv bildades i mitten av 1993 då fyra statliga institutioner inom musikområdet undertecknade uppropet "Dags att rädda rocken!". Anledningen var att mycket av det material som skildrar den svenska rockens pionjärtid riskerade att försvinna. Många skivbolagsarkiv gallrades ut i och med övergången till CD, som då pågick. Flera skivbolag upphörde med sin verksamhet eller övergick i utländsk ägo. Det blev därför hela tiden allt svårare att lokalisera material som kunde vara intressant för såväl forskare som en musikintresserad allmänhet. Svenskt Rockarkiv har ambitionen att på sikt vara ett öppet arkiv - inte bara för forskare, utan även för en intresserad allmänhet.
Svenskt Rockarkiv verkade de första åren genom en informell arbetsgrupp med företrädare för bland annat de institutioner som tog initiativet till bildandet: Statens kulturråd, Musikmuseet, Statens ljud- och bildarkiv och Svenskt visarkivs jazzavdelning. I juni 1994 undertecknades ett avtal där dessa institutioner tillsammans med SKAP förband sig att:
- samla och dokumentera vittnesbörd om populärmusiken i Sverige;
- förteckna, vårda och vetenskapligt bearbeta samlingarna;
- hålla samlingar och dokumentation tillgängliga för forskare och andra intresserade;
- levandegöra samlingar och dokumentation genom utställningar, program och publikationer.

Den 5 mars 1996 konstituerades Förbundet Svenskt Rockarkiv. Den 1 oktober 2002 valdes Rockcity in som medlemsorganisation. Den 24 mars 2003 beslutade Svenskt Rockarkiv att deras arkiv flyttas från Stockholm till Hultsfred och Rockcity.
Under 2020 flyttade arkivet från RockCity-byggnaden in till centrala Hultsfred.